# Ferrari 166 Inter
A Ferrari 166 Inter, é o modelo GT do 166 S. Apenas 37 exemplares foram produzidos.